# Warda (Kotłówka)
Warda – część wsi Kotłówka położona w Polsce, w województwie mazowieckim, w powiecie garwolińskim, w gminie Żelechów.
W latach 1975–1998 Warda administracyjnie należała do województwa siedleckiego.